# Hello God
Hello God è un film del 1951 diretto da William Marshall.
Film semi-documentario dal messaggio pacifista, interpretato da Errol Flynn. Per molti anni questo è stato considerato un film perduto, ma nel 2013 è stata scoperta una copia nel seminterrato della Surrogate's Court di New York City. Due delle sette bobine del film sono state deteriorate oltre ogni speranza, ma cinque sono sopravvissute e si trovano all'archivio cinematografico George Eastman House per il restauro.

## Trama
Un soldato sconosciuto racconta la storia di quattro giovani uccisi durante lo Sbarco di Anzio prima che entrassero in Paradiso. Mentre si avvicinano al Cielo, i soldati chiedono di essere accettati, sebbene siano arrivati molto tempo prima che gli fosse permesso di completare le loro vite sulla Terra.